# Raffaello Romanelli

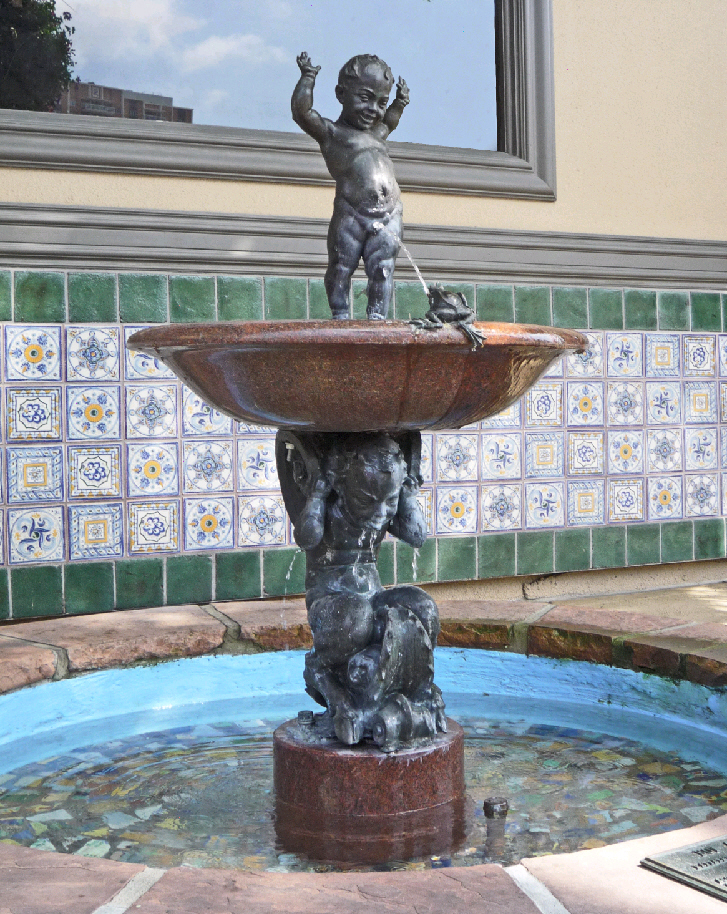
Garçon et grenouille, fontaine à Kansas City

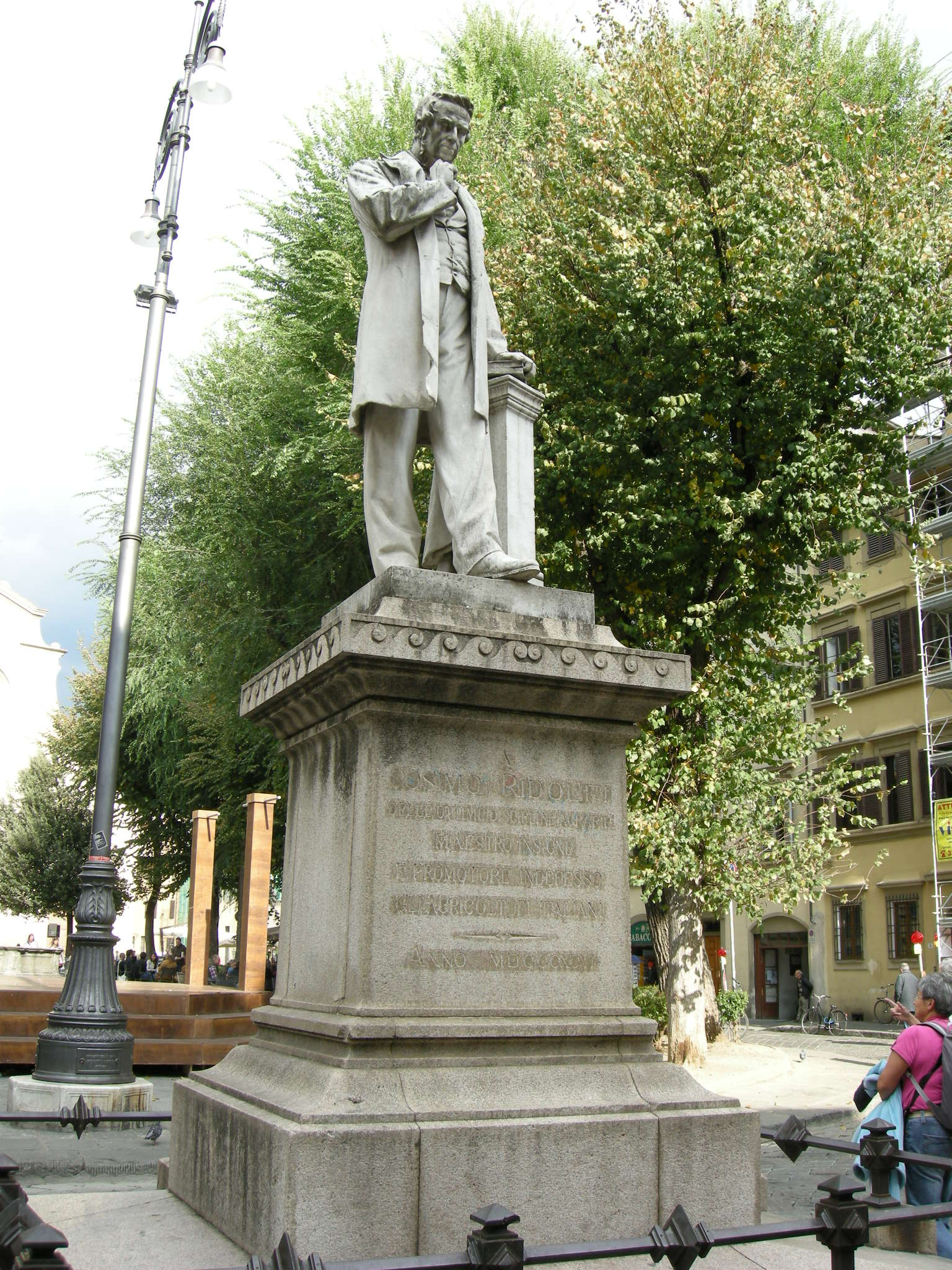
Statue de Cosimo Ridolfi à Florence

Raffaello Romanelli (Florence, 13 mai 1856 - 2 avril 1928) est un sculpteur florentin auteur de nombreux monuments à la mémoire des grands hommes italiens.

## Biographie
Il s'initie d'abord auprès de son père Pasquale Romanelli (1812 - 1887), qui avait lui-même étudié auprès du sculpteur Bartolini.
Il continue d'étudier à l'Académie de Florence auprès d'Augusto Rivalta et d'Emilio Zocchi, tous deux artistes émérites.
Raffaello enseigna plus tard à l'Académie et son fils devint le sculpteur Carlo Romanelli.

## Œuvres
- Buste de Benvenuto Cellini sur le Ponte Vecchio de Florence
- Cénotaphe de Donatello (1896), église San Lorenzo, Florence
- Statues de sépultures d'hommes illustres au Cimitero della Misericordia de Florence
- Monument à l'agronome Cosimo Ridolfi, fondateur de l'Accademia dei Georgofili, piazza Santo Spirito, Florence
- Monument à Ubaldino Peruzzi, premier  maire de Florence, place de l'Indépendance
- Monument à  Antonio Mordini (1905), piazza Il Fosso, Barga
- Monument   à Benedetto Brin (piazza San Jacopo in Acquaviva), buste en bronze  en l'honneur du fondateur de l'Accademia Navale de Livourne
- Statue équestre de Garibaldi, Sienne (env. 1896)
- Statue équestre du général Louis Botha devant le parlement du Cap en Afrique du Sud
- Statue exposée, Museo Michelangiolesco près du château de  Caprese Michelangelo
- Monument à  Charles Ier de Roumanie, Peleş Castle
- Monument au Tsar Alexandre II, Russie
- Buste de Dante Alighieri (1927), Belle Isle Park, Detroit
- Réplique du Michelangelo en jeune sculpteur taillant la face d'un faune par  Emilio Zocchi, Country Club Plaza, Kansas City, Missouri
- Monument à John Wister (1903), Philadelphie, Pennsylvanie
- Cléopatre, Lighner Museum, St. Augustine, Floride
- La Porteuse d'eau, marbre blanc, 127 cm de haut
- Ruth, marbre blanc, 112 cm de haut
- Sulamitide, marbre blanc, 110 cm de haut
- Fontaine avec garçon riant et grenouille

## Élèves
- Demetre Chiparus depuis 1909.
- Carlo Romanelli.

## Hommages
- le Romanelli Gardens, à Kansas City, qui contient plusieurs de ses œuvres, a été créé en son hommage.

## Sources
- (en) Cet article est partiellement ou en totalité issu de l’article de Wikipédia en anglais intitulé « Raffaello Romanelli » (voir la liste des auteurs).